# Zeche Haus Brandenburg
Die Zeche Haus Brandenburg in Witten-Hammertal ist ein ehemaliges Steinkohlenbergwerk. Das Bergwerk war auch unter den Namen Zeche Brandenburg, Zeche Brandenburger Bäncke oder Zeche Haus Brandenburg-Stolln bekannt.

## Bergwerksgeschichte
Am 24. Mai und am 26. Juni des Jahres 1787 wurden die Längenfelder Haus Brandenburg 1–3 verliehen, im Anschluss daran wurde Stollenbau betrieben. Das Stollenmundloch der Zeche wurde östlich vom Pleßbach im Bereich der heutigen Straßen Deitermannsknapp und der Bruchstraße angesetzt. Am 16. Juni des Jahres 1857 erfolgte eine erneute Verleihung. Im Jahr 1873 wurde im Feld Neu-Scheven bei +94 Meter NN ein neues Stollenmundloch angesetzt. Das Feld Neu-Scheven befand sich östlich vom Pleßbach. Im Oktober des Jahres 1882 wurde die Zeche Haus Brandenburg stillgelegt. Der Stollen verfiel im Laufe der Jahre, sodass im Jahr 1890 damit begonnen wurde, von der Zeche Neu-Scheven ausgehend den Stollen wieder aufzuwältigen. Am 14. März des Jahres 1891 konsolidierten die Zechen Haus Brandenburg und Neu-Scheven zur Zeche Vereinigte Neu-Scheven.

### Förderung und Belegschaft
Die ersten Förder- und Belegschaftszahlen stammen aus dem Jahr 1874, es waren 34 Bergleute auf dem Bergwerk angelegt, die eine Förderung von 3560 Tonnen Steinkohle erbrachten. Im Jahr 1875 kam es zu einem Einbruch der Förderung, mit 21 Bergleuten wurden 1578 Tonnen Steinkohle gefördert. Die maximale Förderung des Bergwerks wurde im Jahr 1880 erbracht, es wurden mit 13 Bergleuten 5232 Tonnen Steinkohle abgebaut. Dies waren auch die letzten bekannten Förder- und Belegschaftszahlen des Bergwerks.